# Matt Mortensen
Matthew „Matt“ Mortensen (* 11. Dezember 1985 in Huntington Station) ist ein ehemaliger US-amerikanischer Rennrodler.

## Werdegang
Matt Mortensen, der seit 1998 aktiven Rudelsport betrieb, trat zunächst im Einsitzer an. Hier kam er bei den Rennrodel-Weltmeisterschaften 2005 auf den 32. Platz. Seine beste Weltcupplatzierung war ein zwölfter Rang in der Saison 2006/07 gewesen. Seit der Saison 2007/08 trat Mortensen im Doppelsitzer mit Preston Griffall an. Beim Saisonauftakt des Weltcups in Lake Placid belegte das Doppel den achten Rang und bescherte Mortensen damit erstmals eine Platzierung unter den besten Zehn. 
In der Saison 2010/11 war ein fünfter Rang in Park City das beste Weltcup-Resultat für das Duo Mortensen/Griffall. Bei den Rennrodel-Weltmeisterschaften 2011 in Cesana Pariol wurden beide Siebente. Auch im folgenden Winter 2011/12 war ein fünfter Platz in Calgary ihr bestes Resultat. In der Saison-Gesamtwertung wurden sie Neunte. Zu den Rennrodel-Weltmeisterschaften 2012 in Altenberg reichte es für Mortensen und Griffall nur zu Rang 14. Zu Beginn der Saison 2012/13 sicherte sich das Duo ihren ersten und einzigen nationalen Titel. In den Doppelsitzer-Weltcups war Rang sechs in Lake Placid das beste Saisonresultat für beide. Lediglich mit der Teamstaffel konnten sie auf gleicher Bahn zuvor den zweiten Platz erfahren.
Bei den Olympischen Winterspielen 2014 in Sotschi fuhr Mortensen mit Griffall auf den 14. Platz. Nachdem Christian Niccum, Partner von Jayson Terdiman nach den Olympischen Spielen seine aktive Laufbahn beendete, kam Mortensen als Partner zu Terdiman. In Oberhof sicherten sich beide als Doppel in der Teamstaffel als Zweite einen guten Podiumsplatz. Am Königsee feierten beide zudem ebenfalls als Zweite hinter den Deutschen einen Podestrang. In der Teamstaffel von Lake Placid fuhren die beiden US-Amerikaner mit ihren Mannschaftskollegen ebenfalls aufs Podest. Bei den Rennrodel-Weltmeisterschaften 2015 in Sigulda wurden Terdiman und Mortensen Neunte.
Nach den Olympischen Winterspielen 2018 beendete Mortensen seine Karriere.